# 埃克萨尔希亚

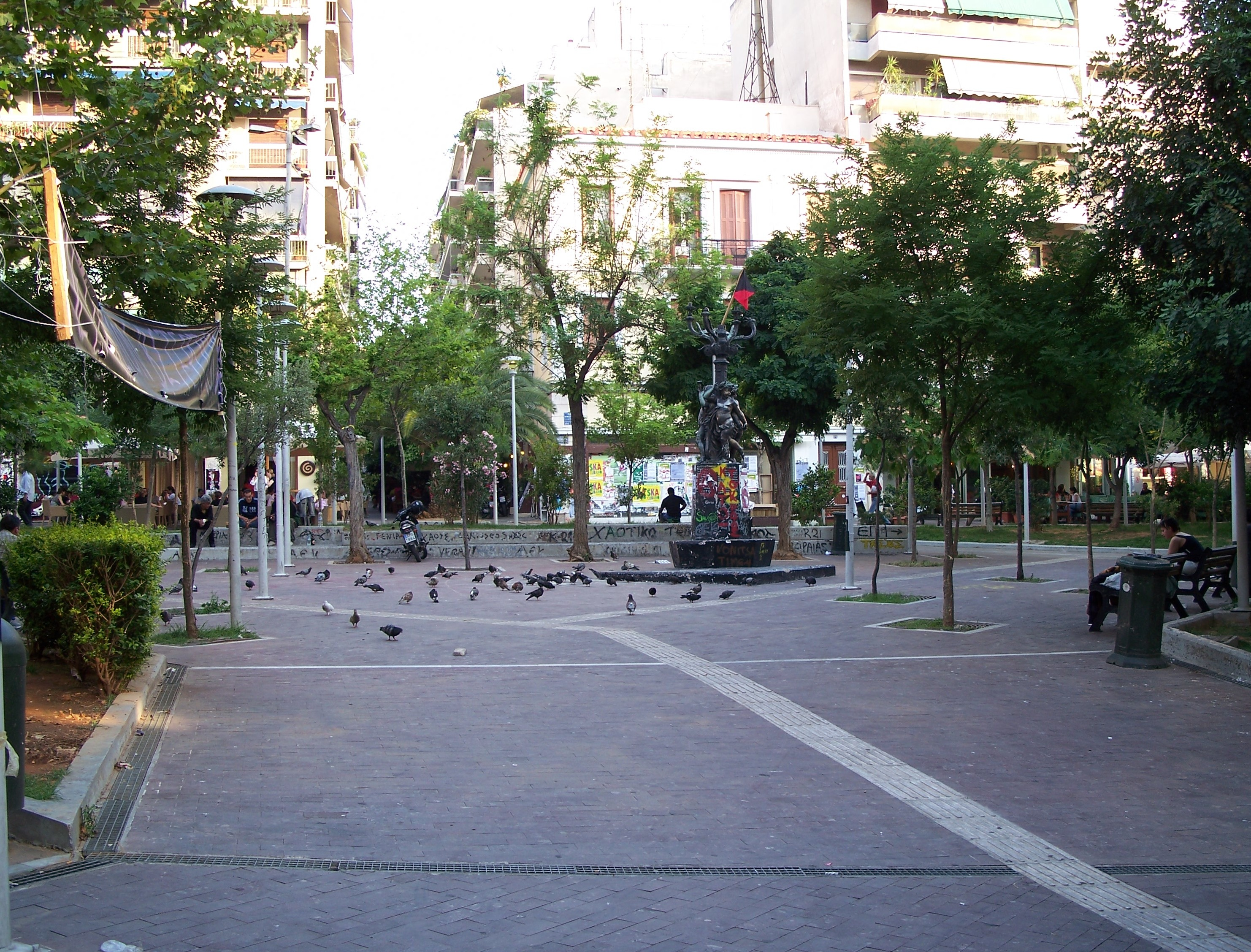
埃克萨尔希亚的中心广场，2007年

埃克萨尔希亚（希臘語：Εξάρχεια，發音：[eˈksaɾ.çi.a]）是希腊雅典市中心的一个社区，靠近国立雅典理工大学的历史建筑。埃克萨尔希亚的名字来源于19世纪的一位名叫埃克萨尔霍斯的商人，他在那里开了一家大型杂货店。埃克萨尔希亚东边与科洛纳基接壤，周围被帕提西翁街、帕涅皮斯提米乌街和亚历山德拉大街所环绕。埃克萨尔希亚以其作为雅典激进政治人士和知识分子活动的历史核心而闻名，通常被认为是雅典的无政府主义者区，以其激进民主著称。
1973年11月17日，希腊军队突袭被学生占领的雅典理工学院，造成40名平民死亡。这一事件引发公众的愤怒，并促成《学术庇护法》的通过。该法律规定大学校园为警察和军队人员的禁区。这项法律导致埃克萨尔希亚区内抗议活动的盛行，因为雅典理工学院（现名国立雅典理工大学）不仅是抗议者的活动据点，还是躲避警察暴力的避难所。